# David Bachrach
David Bachrach junior (1845–1921) byl americký komerční fotograf se sídlem v Baltimoru v Marylandu. Byl zakladatelem společnosti Bachrach Studios, což je síť nejstarších nepřetržitě provozovaných fotografických studií na světě.

## Životopis
Přispěl k technickému, uměleckému a profesionálnímu pokroku, založil fotografickou dynastii, která se stala jedinečnou institucí ve Spojených státech. Stal se mluvčím fotografů na přelomu 20. století, kteří byli konfrontováni s technickými a uměleckými možnostmi. Pravidelně publikoval v předních fotografických časopisech své doby a experimentoval se samonavíjecími papíry. Vyvinul první praktický proces fotografického tisku na plátno a vytvořil předchůdce pozdějšího fotografického systému. Společnost Bachrach Studios, která byla založena Davidem Bachrachem v Baltimoru v roce 1868 a je stále (2019) provozována rodinou Bachrachů, měla pobočky ve všech hlavních městech východního pobřeží. Bachrachové, počínaje Davidem, založili myšlenku „oficiálního portrétování“, a stali se vedoucími portrétními fotografy ve Spojených státech do šedesátých let 20. století.
Jednu ze svých prvních fotografií pořídil v osmnácti letech 19. listopadu 1863 a je na ní Abraham Lincoln při vysvěcení Národního hřbitova padlých vojáků v Gettysburgu v Pensylvánii.
David Bachrach se narodil v Baden-Württemberg v Německu 16. července 1845 v židovské rodině. Umřel 10. prosince 1921 v Roland parku, Baltimore a jeho popel byl uložen do rodinné hrobky u Baltimore hebrejského hřbitova. Je strýcem Gertrudy Steinové.
Jeho vnuk fotograf Louis Fabian Bachrach v ateliérech Bachrach Studios představil barevné fotografie během padesátých let, a studia zcela přizpůsobil na výrobu barevných fotografií během let sedmdesátých. Byl autorem portrétů osobností jako například: prezidenti Richard Nixon a Ronald Reagan, dále pak: Jean-Claude Duvalier, Fajsal bin Abd al-Azíz, Indira Gándhíová, Džaváharlál Néhrú, Jacques-Yves Cousteau, Joe DiMaggio, fotograf Richard Avedon, Robert Frost, Buckminster Fuller, Ted Kennedy nebo Muhammad Ali.
Jeho domov v Baltimoru byl vypsán v Národním registru historických míst v roce 1985.

## Galerie

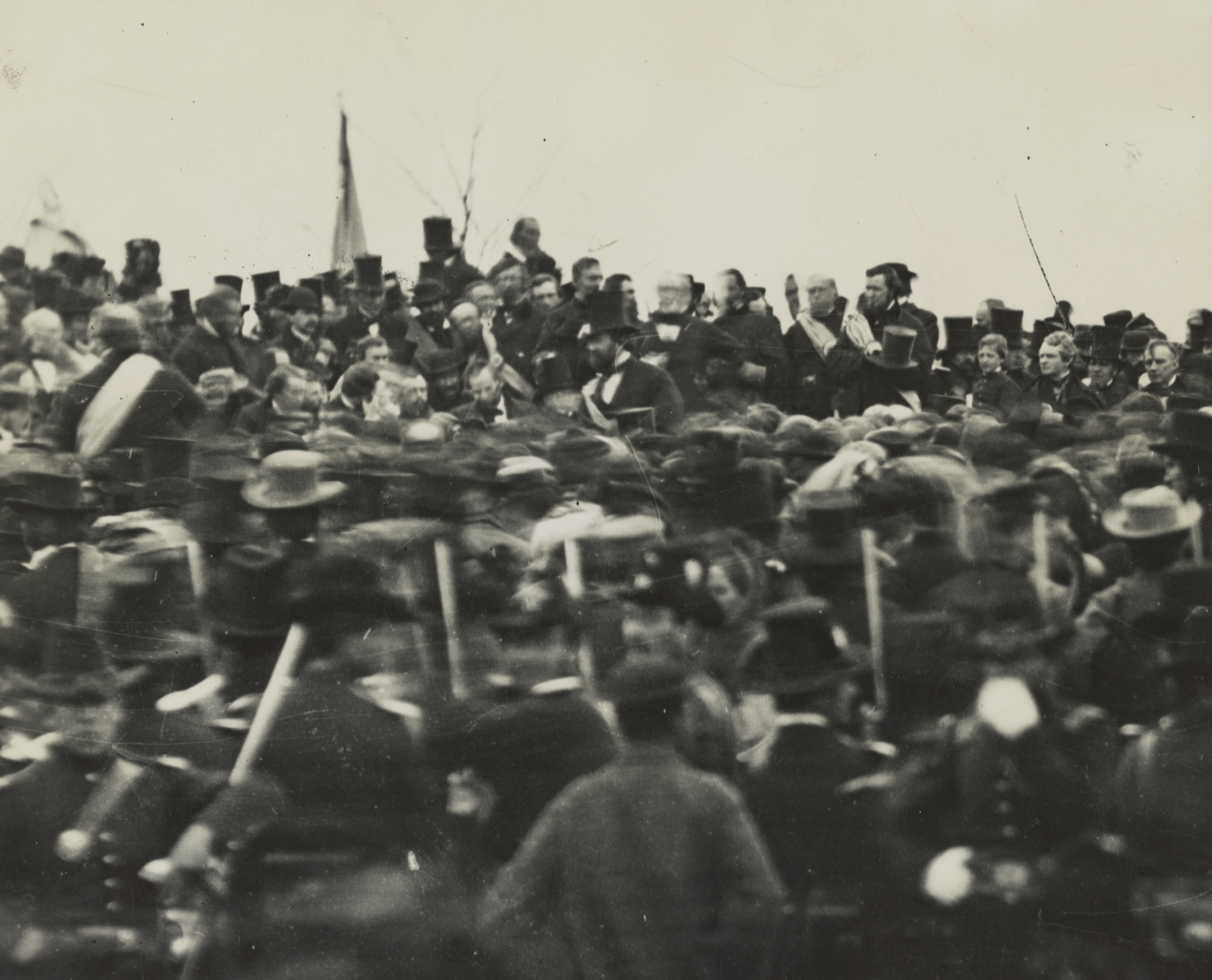
david Bachrach: Abraham Lincoln při vysvěcení Národního hřbitova padlých vojáků v Gettysburgu v Pensylvánii, 19. listopadu 1863
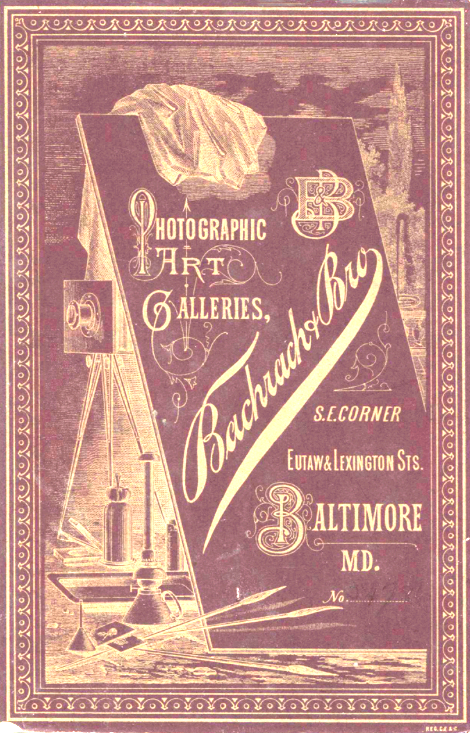
Reverzní strana fotografie pořízená ve studiu v Baltimoru
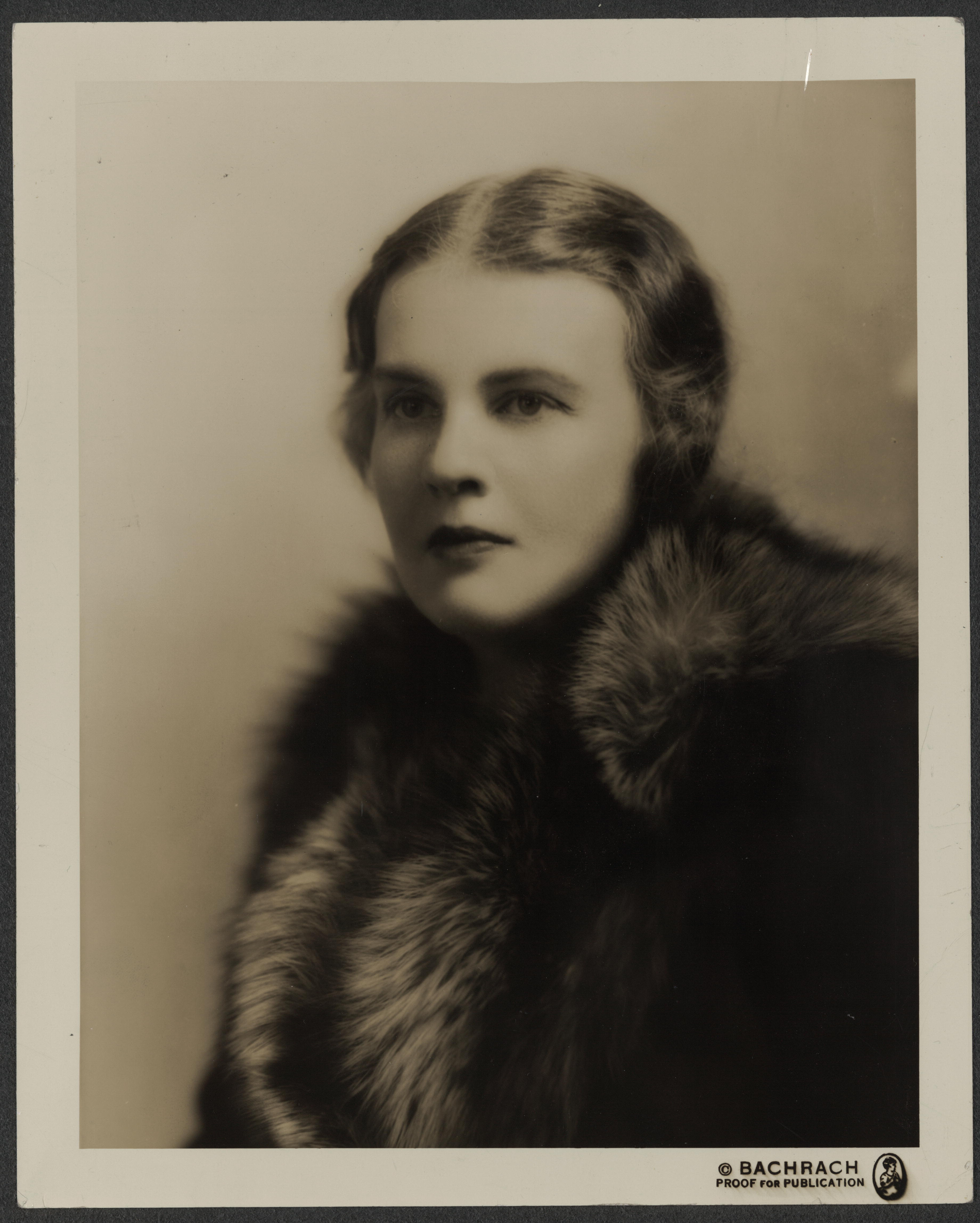
Dorothy Thompson, asi 1936
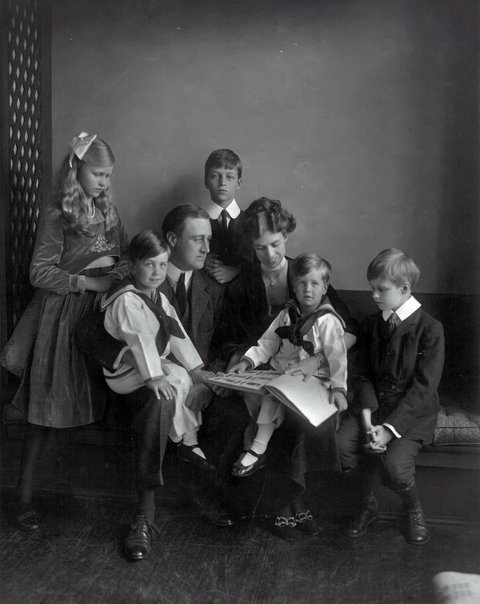
Rodinný portrét rodiny Franklina Roosevelta, 1919
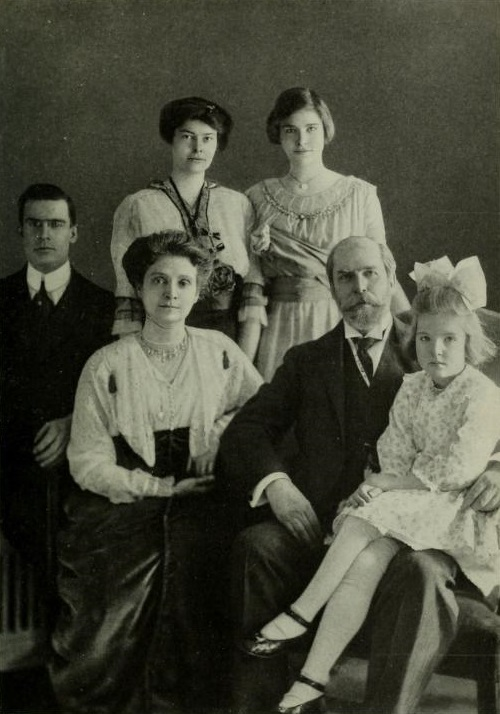
Charles Evans Hughes se svou rodinou
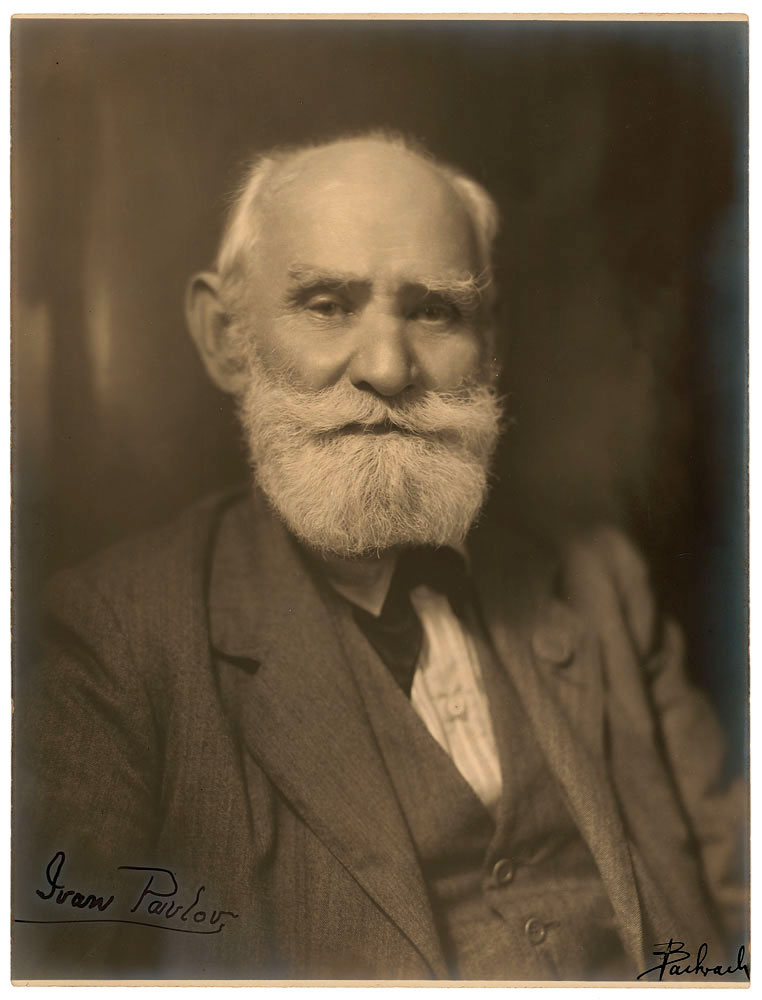
Ivan Pavlov
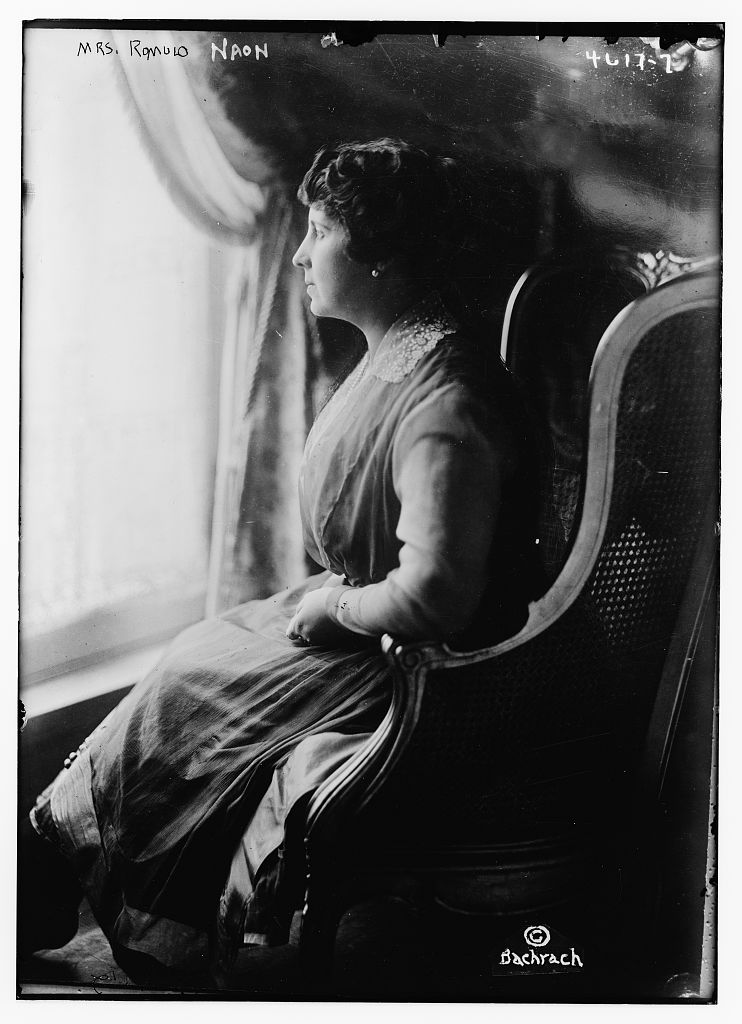
Mrs. Romulo Naon, 1915 - 1920
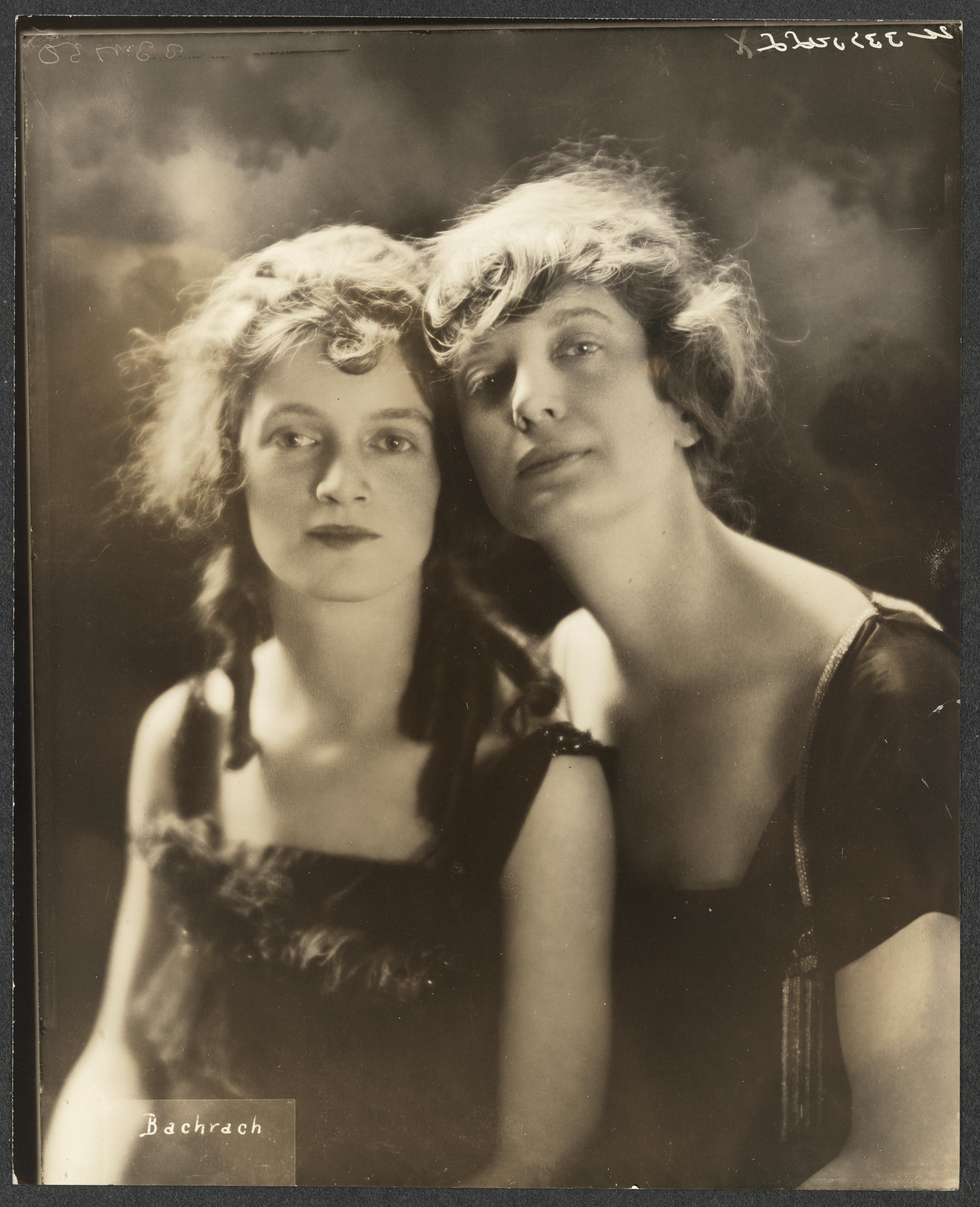
Muriel Lynch
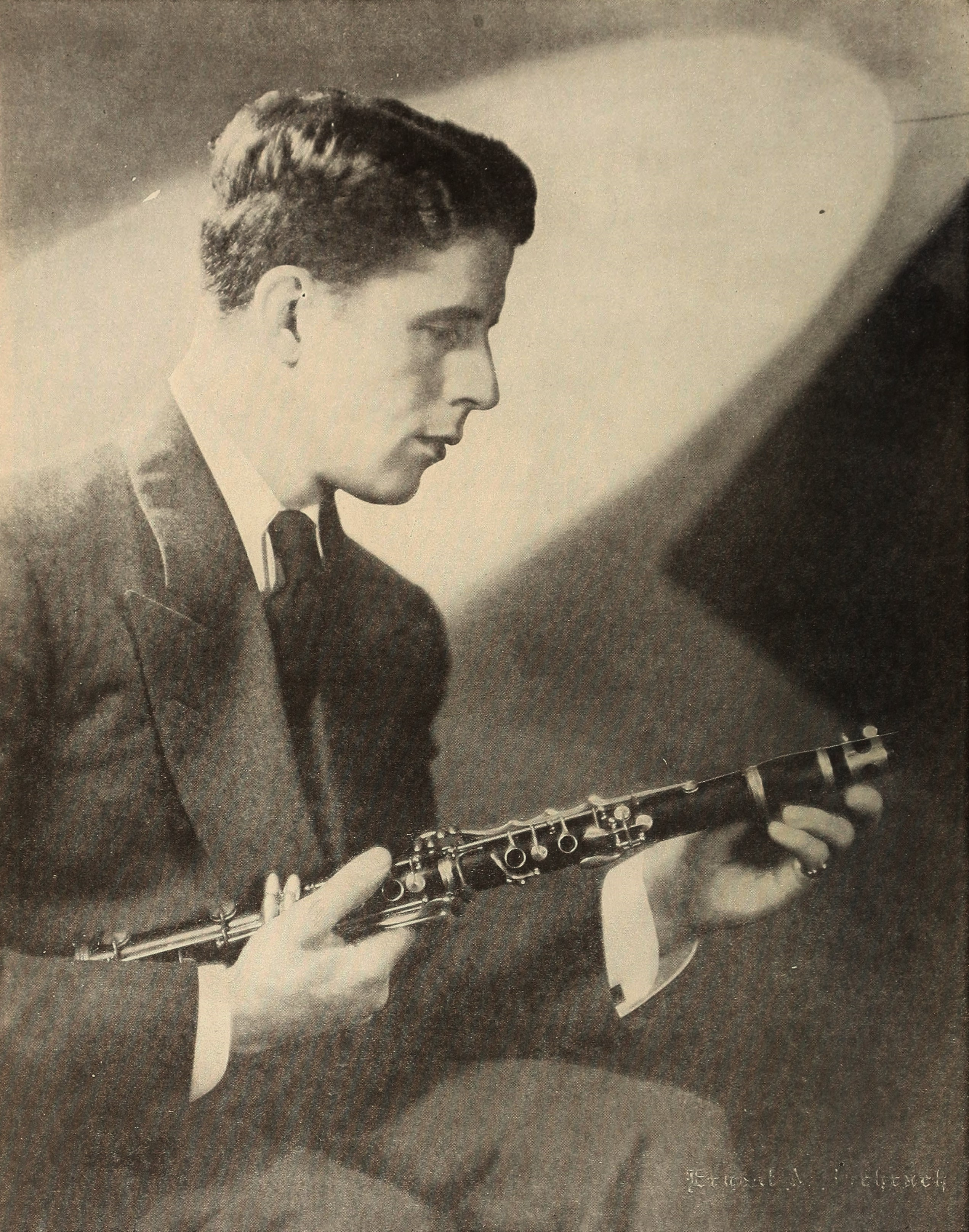
Rudy Vallee, 1929